# 哈特施泰特
哈特施泰特（德語：Hattstedt）是德国石勒苏益格－荷尔斯泰因州的一个市镇。总面积7.00平方公里，总人口2515人，其中男性1200人，女性1315人（2011年12月31日），人口密度359人/平方公里。